# Муравьишка-хвастунишка
«Муравьи́шка-хвастуни́шка» — советский рисованный мультфильм, снятый по мотивам сказки Виталия Бианки «Как муравьишка домой спешил».

## Сюжет
Маленький муравьишка залез высоко на берёзу. Случайно налетевший ветер отрывает берёзовый листок вместе с муравьишкой и уносит вдаль. Так он оказывается далеко от своего муравейника. Так как муравейник закрывается сразу после заката солнца до утра, муравьишка всеми силами пытается поскорей до него добраться, но не своими силами, а силами сердобольных насекомых, встречающихся ему на пути и готовых ему помочь. Сначала это гусеница Землемер, а потом — Кузнечик. Водомер перевёз через речку. Майский жук полетел и довёз до берёзы. На паутинке гусеницы Листовёртки муравьишка спускается к муравейнику и не только успевает зайти в муравейник, но и поёт песню о своих подвигах, хотя никого из помогавших ему насекомых он не поблагодарил.

## Создатели
- Сценарий и текст песен — Михаила Вольпина
- Режиссёр — Владимир Полковников
- Художник-постановщик — Александр Трусов
- Композитор — Эдуард Колмановский
- Оператор — Нина Климова
- Звукооператор — Николай Прилуцкий
- Редактор — Зинаида Павлова
- Ассистенты: Е. Новосельская, Елена Шилова, Владимир Тарасов, Л. Кукина
- Художники-мультипликаторы:
  - Владимир Балашов
  - Лидия Резцова
  - Иван Давыдов
  - Татьяна Таранович
  - Рената Миренкова
  - Владимир Тарасов
  - Игорь Подгорский
  - Виктор Шевков
- Художники-декораторы: Ольга Геммерлинг, Ирина Светлица
- Директор картины — Фёдор Иванов

## Роли озвучивали
- Муравьишка — Мария Виноградова
- 2-й муравей — Олег Мокшанцев
- Кузнечик — Георгий Вицин
- Гусеница-землемер — Ирина Карташёва
- Майский жук — Алексей Грибов
- Листовёртка и муравьиха — Елена Понсова
- Бабочка Мона Орион — Галина Новожилова
- Старый муравей — Анатолий Папанов
- Водомер и солнце — Григорий Шпигель

Мультфильм неоднократно издавался на DVD в сборниках мультфильмов «Лесные сказки», часть 3 («Союзмультфильм»).